# Christian Thomasius
Christian Thomas o Thomasius (Leipzig, 1 de enero de 1655 - Halle, 23 de septiembre de 1728) fue un filósofo, jurisconsulto y periodista alemán de la Aufklärung (Ilustración), hijo del filósofo Jakob Thomasius (1622-1684). 

## Biografía
A través de las lecciones de su padre, cayó bajo el influjo de la filosofía política iusnaturalista de Hugo Grotius y Samuel Pufendorf, y continuó el estudio del derecho en Fráncfort. En 1684 empezó a enseñar derecho natural en Leipzig y en la Universidad de Halle, que fundó él mismo. Se le considera uno de los fundadores del periodismo en Alemania con la creación de la primera revista mensual en alemán, su Monatsgespräche, en el cual atacaba los prejuicios y supersticiones oscurantistas y antirracionalistas tradicionales, convirtiéndose en una especie de padre Benito Jerónimo Feijoo alemán. Pero lo que le granjeó la persecución de la iglesia luterana fueron sus simpatías por el Pietismo o Iluminismo de Spener y Francke y su defensa del libre matrimonio entre calvinistas y luteranos, por lo que tuvo que huir de Leipzig al ser denunciado en 1690, y se refugió en Berlín primero, donde Federico de Prusia apoyó su proyecto de crear una universidad en Halle (1694), una de cuyas cátedras ocupó y de la que terminó siendo rector. También fundó y escribió otros periódicos, como Einleitung zur Vernunftlehre (1691, quinta ed. 1719). Como filósofo del derecho experimentó el influjo de Samuel Pufendorf y John Locke. Escribió en latín y en alemán.
Criticó la visión metafísica de la filosofía y defendió que su valor reside en su utilidad: contribuir tanto al bien común o social, como a la felicidad y bienestar del individuo. La filosofía es un instrumento de progreso y debe liberarse de las influencias de la tradición. 
Se situó en una línea empirista al afirmar que la experiencia es la fuente del conocimiento y los sentidos señalan los límites de nuestro conocimiento.

## Obras
- Introducción a la doctrina de la razón (1691)
- Ensayo sobre la esencia del espíritu humano (1699)
- Fundamentos del derecho natural e internacional según el sentido común (1705).
- Vernünflige Gedanken über allerhand auserlesene und juristische Handel (1720-1721)
- Historie der Weisheit und Torheit (3 vols., 1693)
- Kurze Lehrsätze van dem Laster der Zauberei mit dem Hexenprozess (1704)
- Weitere Erläuterungen der neueren Wissenschaft anderer Gedanken kennen zu lernen (1711).

- Datos: Q57501
- Multimedia: Christian Thomasius / Q57501